# 孔福民
孔福民（？—？），会稽山阴人，孔子二十七代孙，孔严之子，东晋太子洗马，后与兄弟孔道民、孔静民都被孙恩所害。